# Antoinette Raskin-Desonnay
Antoinette, Marie, Emilie, Julienne Desonnay (Stavelot, 23 november 1896 - Amay, 25 december 1978) was een Belgisch volksvertegenwoordiger.

## Levensloop
Ze was de tweede van zeven kinderen in het gezin van de metselaar Desonnay. Na haar lagere studies, werkte ze als werkvrouw. In 1922 trouwde ze met de communistische militant Léon Raskin, en ze volgde hem in zijn politieke overtuiging.
Tijdens de Tweede Wereldoorlog was ze verantwoordelijk voor clandestiene vrouwengroepen in het Verzet. In juli 1944 was ze federaal verantwoordelijke ervan voor het Luikse. In mei 1944 werd haar man aangehouden en kwam hij om in Neuengamme.
Na de Bevrijding werd ze actief in de Rassemblement des Femmes pour la paix (R.F.P.), een communistisch vredesinitiatief.
Op 24 november 1946 werd ze verkozen tot communistisch gemeenteraadslid in Luik en behield dit mandaat tot in 1952. In 1958 werd ze verkozen tot gemeenteraadslid in Stavelot.
Bij de wetgevende verkiezingen van 26 juni 1949 werd ze verkozen tot communistisch volksvertegenwoordiger voor het arrondissement Luik en vervulde dit mandaat tot aan de verkiezingen van 4 juni 1950. Tijdens die elf maanden was ze bijzonder actief, met belangstelling voor vrouwen- en jeugdwerkloosheid, huurgelden en huisvesting. Ze nam ook deel aan de politieke discussies van het ogenblik, onder meer over de koningskwestie.